# オーシャントランス
オーシャントランス株式会社は、日本の海運会社である。
本社を東京都中央区に、本店を徳島県徳島市におき、貨客フェリーを運航する「フェリー事業部」、在来船・RO-RO船を運航する「内航事業部」のほか、新規事業として「外航事業部」を設けている。
2008年にオーシャン東九フェリー株式会社（オーシャンとうきゅうフェリー）と王子海運株式会社（おうじかいうん）が対等合併して発足した。なお、フェリー事業部では「オーシャン東九フェリー」の呼称をサービス名（ブランド）として継続使用している。

## 沿革
※【フ】：現在のフェリー事業部、【内】：現在の内航事業部に関する内容。
- 1970年
  - 6月 - 【フ】豊益海漕（徳島県徳島市）が徳島 - 千葉での一般旅客定期航路事業免許を取得[2]。
  - 9月1日 - 【フ】豊益海漕がオーシャンフェリー株式会社を設立[2]。
- 1971年12月24日 - 【フ】関光汽船が東九フェリー株式会社を設立、東京-北九州間の自動車を中心とした貨物輸送に加え関釜フェリーと連携した韓国までの一貫輸送を目的とした[3]。
- 1972年
  - 7月15日 - 【フ】オーシャンフェリーが千葉-徳島航路を開設し「あるばとろす」を就航[2]、当初は東京港への就航を想定したものの東京港でのフェリー埠頭計画がなかったため千葉港への就航とした[4]。
  - 10月15日 - 【フ】オーシャンフェリーが第2船「かしおぺあ」を就航し毎日運航とする[2]。
- 1973年12月 - 【フ】東九フェリーが東京-小倉（日明）航路を開設、「フェリーてんりゅう」「フェリーとね」の2隻で運航。
- 1974年 - 【フ】東九フェリー、「フェリーてんりゅう」「フェリーとね」を新日本海フェリーに売却。同社より「らいらっく」を購入し「フェリー伊豆」に船名変更。
- 1976年2月 - 【フ】オーシャンフェリーと東九フェリーが合併し、オーシャン東九フェリーとなる。東京-徳島-小倉（日明）航路を運航。
  - この際に「あるばとろす」は「第三伊豆」に、「かしおぺあ」は「第十一伊豆」に船名変更。
- 1977年1月 - 【内】神崎製紙（現在の王子製紙）の製品輸送を目的として、神崎運輸を設立。
- 1977年頃 - 【フ】東京-小倉（日明）の直行便を廃止、「フェリー伊豆」を新日本海フェリーへ売却。
- 1980年12月 - 【内】「かんざき丸」が関東航路に就航。
- 1981年3月 - 【内】タンカー「第八あさの丸」を購入し就航。
- 1984年3月 - 【内】「第二かんざき丸」が関西航路に就航。
- 1990年10月 - 【内】「第八あさの丸」に代え、新造船「あさの丸」就航。
- 1990年頃 - 【フ】近海郵船より用船した「まりも」を使用した東京-新門司の貨物専用直行便を試験的に運航。
- 1991年
  - 6月 - 【フ】「おーしゃんいーすと」が就航、「第三伊豆（旧あるばとろす）」が引退。
  - 9月 - 【フ】「おーしゃんうえすと」が就航、「第十一伊豆（旧かしおぺあ）」が引退。
- 1995年2月1日 - 【フ】北九州の寄航港を、小倉・日明埠頭から新門司フェリーターミナルへと移転[5]。
- 1996年
  - 10月1日 - 【フ】業界で初めて、供食設備を自動販売機のみとしたカジュアルフェリー「おーしゃんさうす」が就航[6]。
  - 10月 - 【内】「かんざき丸」に代え、新造船「王翔丸」就航。
  - 11月27日 - 【フ】カジュアルフェリー第2船「おーしゃんのーす」が就航し、毎日運航となる[6]。「まりも」が引退。
- 1999年7月 - 【内】社名を、王子海運に改称。
- 2002年2月 - 【内】「第二かんざき丸」に代え、新造船「王隆丸」就航。
- 2004年12月16日 - 【フ】ISMコード認定を取得[7]。
- 2005年11月 - 【内】「あさの丸」に代え、新造船タンカー「みどり丸」就航。
- 2008年
  - 2月 - 【フ】カジュアルフェリーの自動販売機が、am/pmによる供給に変更される[8]。
  - 4月 - 【フ】スタンダードフェリーのレストランが、am/pmの自動販売機と「うどんコーナー」営業に変更される[9][10]。
  - 9月25日 - 【フ】「おーしゃんいーすと」が静岡県浜松市沖の遠州灘で、沿海資格船にもかかわらず沿海区域外を航行しているのを第三管区海上保安本部の巡視船「やしま」が発見し、船長を検挙。九州運輸局の特別監査を受けて、所属4隻が恒常的に区域外航行を行っていたことが明らかになった。横浜海保は長年にわたって区域外航行を行っていた疑いで同年11月12日にオーシャントランス社の海務部長を逮捕した。同容疑での逮捕は異例。
  - 10月1日 - 【フ・内】両社が対等合併（存続会社はオーシャン東九フェリー）し、オーシャントランス株式会社として発足[11]。
- 2010年2月 - 【フ】ファミリーマートによるam/pmの吸収合併に伴う商品見直しにより後者のサービスであった自動販売機「とれたてキッチン」が取扱中止になったため、当該の販売機が撤去される[12]。
- 2014年7月18日 - 【フ】徳島から東京に向かっていた「おーしゃんいーすと」が出港直後に浅瀬に船底を接触させる。自力で徳島港に引き返し、負傷者無し[13]。同年9月13日に復帰したが、フィンスタビライザーの不具合はそのままになっている。
- 2015年12月26日 - 徳島小松島港沖洲地区の新徳島港フェリーターミナルが落成[14]。
- 2016年
  - 1月3日 - 【フ】徳島発東京行きでシンプルフェリー第一船「フェリーびざん」就航、マリンピア沖洲の徳島港新フェリーターミナルを供用開始[15]。なお新造船と構造が異なる従来船は津田埠頭ターミナルを新造船への置き換え終了まで継続利用とした[16]。
  - 1月24日 - 【フ】スタンダードフェリー「おーしゃんいーすと」引退。
  - 5月21日 - 【フ】シンプルフェリー「フェリーしまんと」就航。
  - 6月11日 - 【フ】スタンダードフェリー「おーしゃんうえすと」引退。スタンダードフェリーのサービスを終了、カジュアルフェリーとシンプルフェリーの交互運航となる。
  - 7月13日 - 【フ】「おーしゃんさうす」引退。
  - 7月17日 - 【フ】シンプルフェリー「フェリーどうご」就航。
  - 9月9日 - 【フ】シンプルフェリー「フェリーりつりん」就航、シンプルフェリー全4隻の導入を完了。
  - 10月1日 - 【フ】登記上の本店を北九州から徳島へ移転[17]。
  - 11月27日 - 【フ】「おーしゃんのーす」最終航行に伴い徳島港津田埠頭ターミナルの運用を終了。
  - 11月28日 - 【フ】「おーしゃんのーす」引退。カジュアルフェリーのサービスを終了、シンプルフェリー船舶への統一を完了。
- 2020年4月9日 - 6月30日 - 2019新型コロナウイルスに伴い旅客輸送を休止。
- 2021年7月1日 - 旅客運賃を改定、車両航送運賃での無料乗船人数を2名に拡大、ウィズペットルームを除く個室運賃をルームチャージ制から1名毎の追加料金に変更。
- 2022年7月1日 - 個室運賃をルームチャージ制に再変更、船内設備の通常運用を再開。

## 各事業部の詳細

### フェリー事業部
前述のとおり、フェリー事業部のサービス名として「オーシャン東九フェリー」を商標登録しており（第5241465号）、名称を引き続き使用している。

#### フェリー事業部の航路
- 東京港（東京港フェリー埠頭） - 徳島港（沖洲地区フェリーターミナル） - 新門司港（新門司フェリーターミナル）
  - ※高知県沖の太平洋が荒天時には、瀬戸内海経由の航路となる。
  - ※東京・新門司発日曜日（徳島発月曜日）は休航となることがある。

#### フェリー事業部の船舶

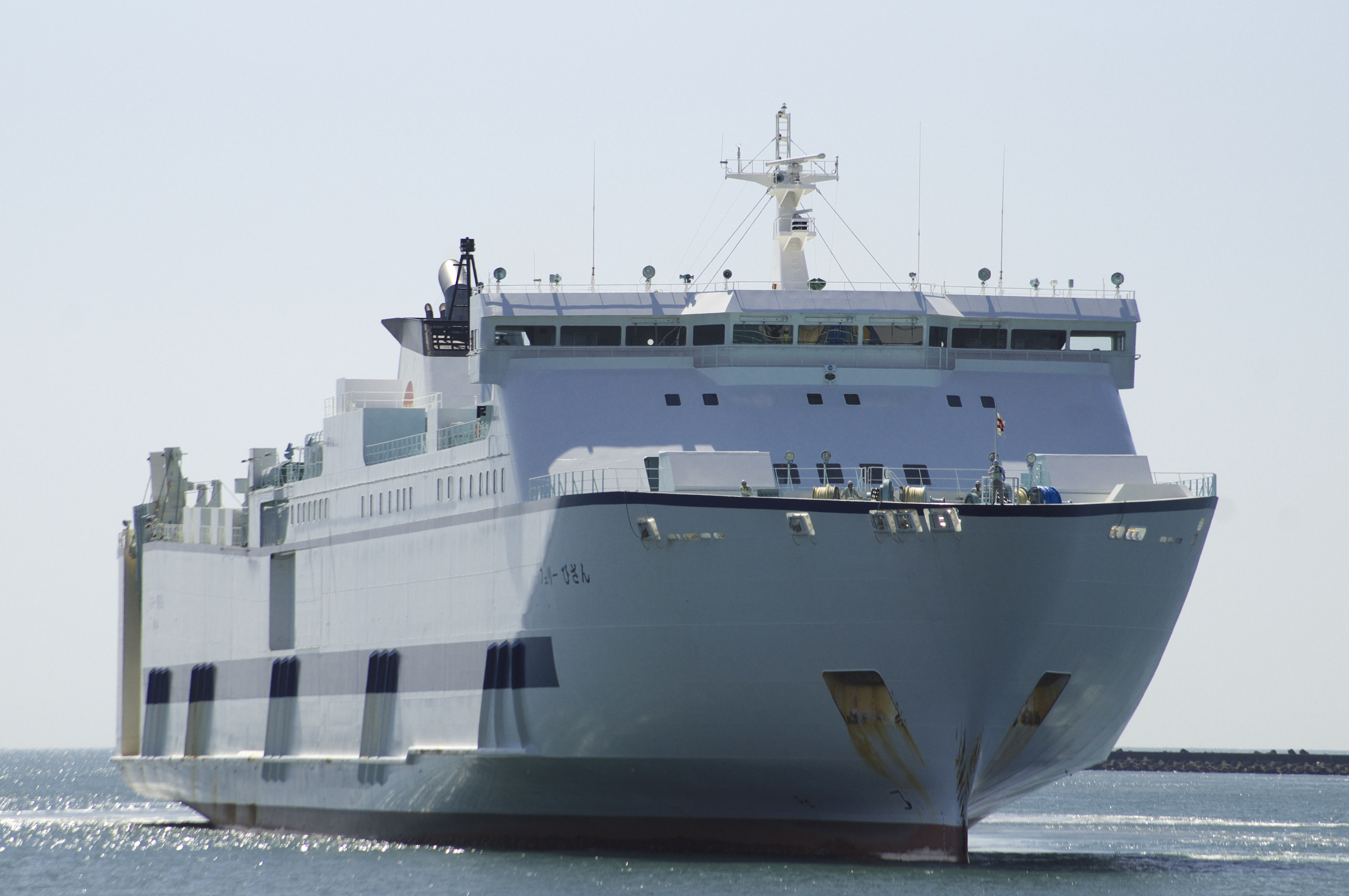
フェリーびざん - 徳島港

船籍港は、本店の所在地となる徳島港である。また、航行区域は現在就航中の船舶については「限定近海区域（非国際）」となっている。それ以前は「沿海」となっていたが、2008年9月に前記の事件が発覚している。
2015年には、2016年8月までに佐伯重工業にて4隻のフェリー新造予定が公表され、2等寝台の他個室数を増やしつつ、自動販売機のみによる供食とした形とした「シンプルフェリー」として2種類あった船型が統一された。
現在就航中の船舶
 • フェリーびざん
2015年8月18日進水、12月23日竣工。2016年1月3日就航。12,641総トン、全長191.0 m、幅27.0 m、満載喫水7.1 m、航海速力22.4ノット。
旅客定員252名。車両積載数：トラック188台、乗用車80台。佐伯重工業建造。側面ライン色：青
鉄道建設・運輸施設整備支援機構との共有建造船。
 • フェリーしまんと
2015年11月16日進水、2016年5月16日竣工。5月21日就航。12,636総トン、全長190.97 m、幅27.0 m、満載喫水7.117 m、航海速力22.4ノット。
旅客定員252名。車両積載数：トラック188台、乗用車80台。佐伯重工業建造。側面ライン色：赤
鉄道建設・運輸施設整備支援機構との共有建造船。
 • フェリーどうご
2016年2月12日進水、7月17日就航。12,636総トン、全長191.0 m、幅27.0 m、満載喫水7.1 m
旅客定員252名。車両積載数：トラック188台、乗用車80台。佐伯重工業建造。側面ライン色：オレンジ
 • フェリーりつりん
2016年5月10日進水、9月9日就航。12,641総トン、全長191.0 m、幅27.0 m、満載喫水7.1 m
旅客定員252名。車両積載数：トラック188台、乗用車80台。佐伯重工業建造。側面ライン色：黄緑
- フェリーびざん - 徳島港

過去の船舶
オーシャンフェリー
 • かしおぺあ→第三伊豆
1972年竣工。7,454総トン、全長137.8 m、型幅23.4 m。波止浜造船建造。1991年引退。
 • あるばとろす→第十一伊豆
1972年竣工。7,480総トン、全長137.8 m、型幅23.4 m。波止浜造船建造。1991年引退。
東九フェリー
 • フェリーとね
1973年竣工。全長162.0 m、幅26.4 m。幸陽船渠建造。1975年新日本海フェリーへ用船され「フェリーしらゆり」に改名。
 • フェリーてんりゅう
1973年竣工。全長162.0 m、幅26.4 m。幸陽船渠建造。1975年新日本海フェリーへ用船され「フェリーすずらん」に改名。
 • フェリー伊豆
1970年竣工。9,062総トン、全長161.6 m、幅25.6 m。幸陽船渠建造。元新日本海フェリー「すずらん丸」。1975年就航、1977年新日本海フェリーへ買い戻され「フェリーライラック」に改名。
オーシャン東九フェリー
 • まりも
1972年竣工。9,258総トン、全長166.5 m、幅24.0 m。内海造船瀬戸田工場建造。近海郵船から1992年に用船、1996年フィリピンへ売却。
1996年から2015年にかけて、設備の充実した「スタンダードフェリー」と設備を簡略化した「カジュアルフェリー」の2種の船型を1日おきに交互に配船しデイリー運航を実施していた。また、就航当時登記上の本店が当時福岡県北九州市門司区新門司北1丁目12にあったことから、船籍港は北九州港となっていた。
 • おーしゃんいーすと - スタンダードフェリー
1990年10月竣工。11,523総トン、全長166.0 m、幅25.0 m、出力28,800 ps、航海速力21.5ノット（最大25.6ノット）。
旅客定員401名。車両積載数：トラック167台・乗用車118台。佐伯重工業建造。2016年1月24日の新門司港到着をもって引退。
 • おーしゃんうえすと - スタンダードフェリー
1991年1月竣工。11,522総トン、全長166.0 m、幅25.0 m、出力28,800 ps、航海速力21.5ノット（最大25.7ノット）。
旅客定員401名。車両積載数：トラック167台・乗用車118台。佐伯重工業建造。2016年6月11日の新門司港到着をもって引退（6月9日東京港発の最終便は無人航送）。
 • おーしゃんさうす- カジュアルフェリー
1996年3月竣工。11,114総トン、全長166.0 m、幅25.0 m、出力28,800 ps、航海速力21.5ノット（最大25.6ノット）。
旅客定員148名。車両積載数：トラック130台・乗用車71台。尾道造船（尾道）建造。2016年7月13日の北九州港到着をもって引退。
 • おーしゃんのーす - カジュアルフェリー
1996年3月竣工。11,114総トン、全長166.0 m、幅25.0 m、出力28,800 ps、航海速力21.5ノット（最大25.6ノット）。
旅客定員148名。車両積載数：トラック130台・乗用車71台。尾道造船（尾道）建造。オーシャントランス・近海郵船および鉄道建設・運輸施設整備支援機構が所有し、オーシャントランスが運航している。「シンプルフェリー」全4隻が就航した2016年9月以後も、ドック入り代船として運航され11月28日に引退（11月26日東京港発の最終便は無人航送）。

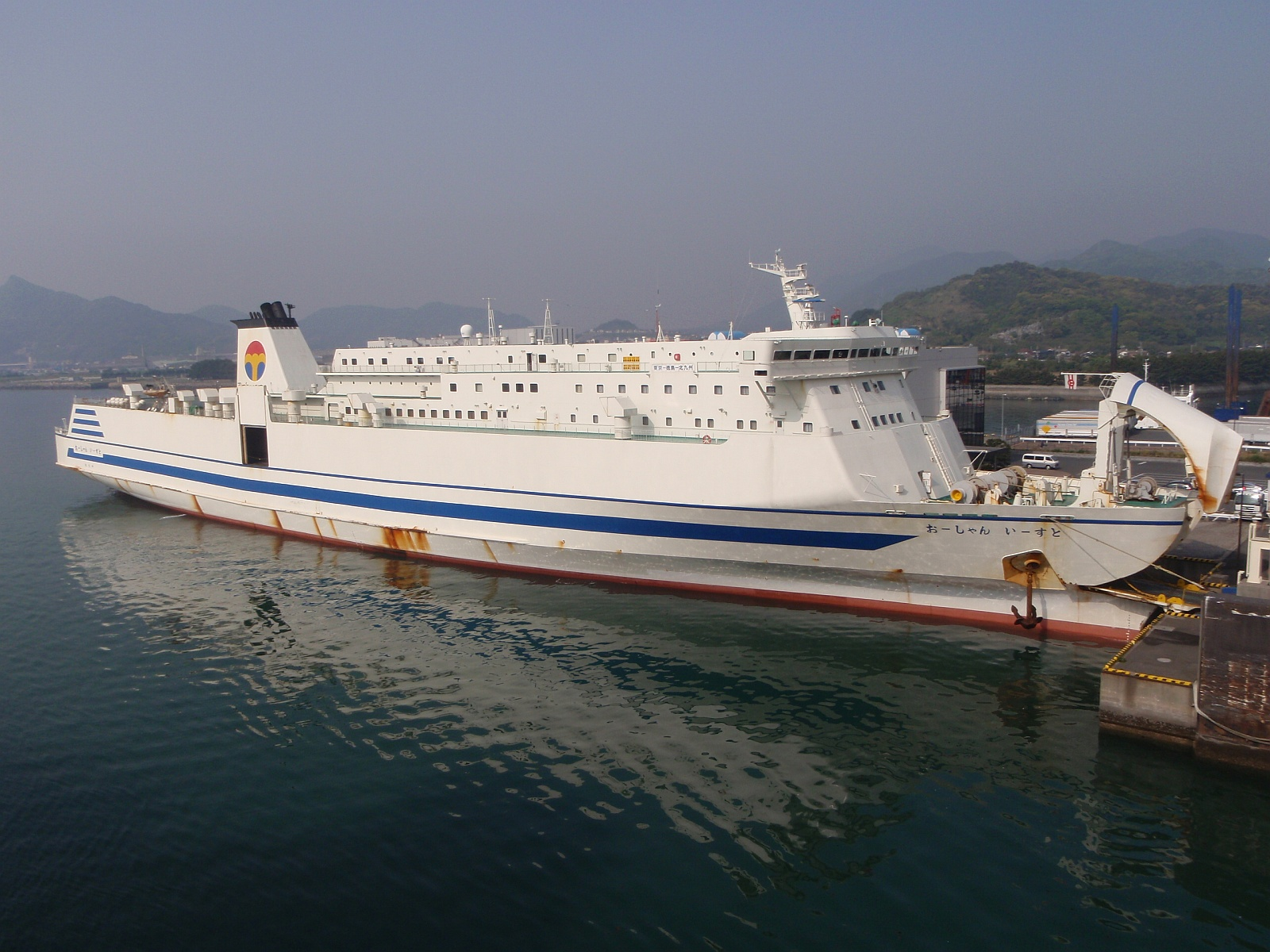
おーしゃん いーすと - 新門司港
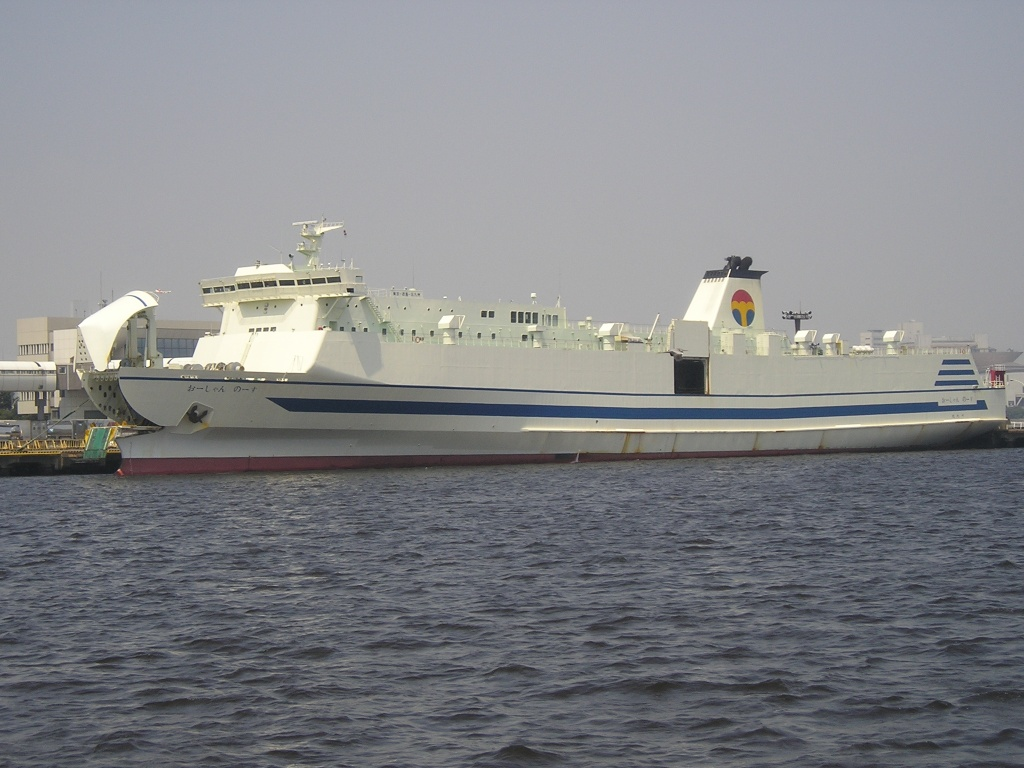
おーしゃん のーす - 東京港

### 内航事業部
合併後に内航事業部となった王子海運は、1977年1月に神崎製紙富岡工場の海上物流を担う神崎運輸として設立し、神崎製紙と王子製紙が合併後の1999年に王子海運になった。自社船2隻と用船などを合わせ12隻で、紙輸送や原材料（チップなど）の輸送を行なっている。

#### 内航事業部の主な航路
- 苫小牧航路（週6便）
  - 東京港 - 苫小牧港
- 日南航路（週2便）
  - 東京港 - 細島港 - 油津港

#### 内航事業部の主な船舶
• 王翔丸
1996年9月竣工。499総トン、全長75.5 m、全幅12.0 m、主機関出力1,000 ps。
 • 王隆丸
2002年2月竣工。237総トン、全長60.0 m、全幅10.0 m、主機関出力1,000 ps。
 • 海王丸
2019年竣工。13624総トン、全長190.0 m、全幅27.0 m、主機関出力21,659 ps
大型トレーラー13mシャーシ192台積
乗用車200台積
航海速力21.50ノット（最大速力ではない）
 • 天王丸
（詳細は海王丸に同じ）

### 外航事業部
2009年に資本参加した東海商船の木材チップ専用船を2011年4月より定期用船し、外航事業を開始した。
オーシャントランスでは、主たる事業である内航事業の需要が減少することを見込み、今後は外航事業を拡大するとしている。

#### 外航事業部の船舶
東海商船の船舶を用船している。
PRINCE OF TOKYO
1997年建造。載貨重量トン数 43,980トン、サノヤス・ヒシノ明昌建造。